# Тодо (род)
Род Тодо (яп. 藤堂氏) — японский самурайский род.

## История

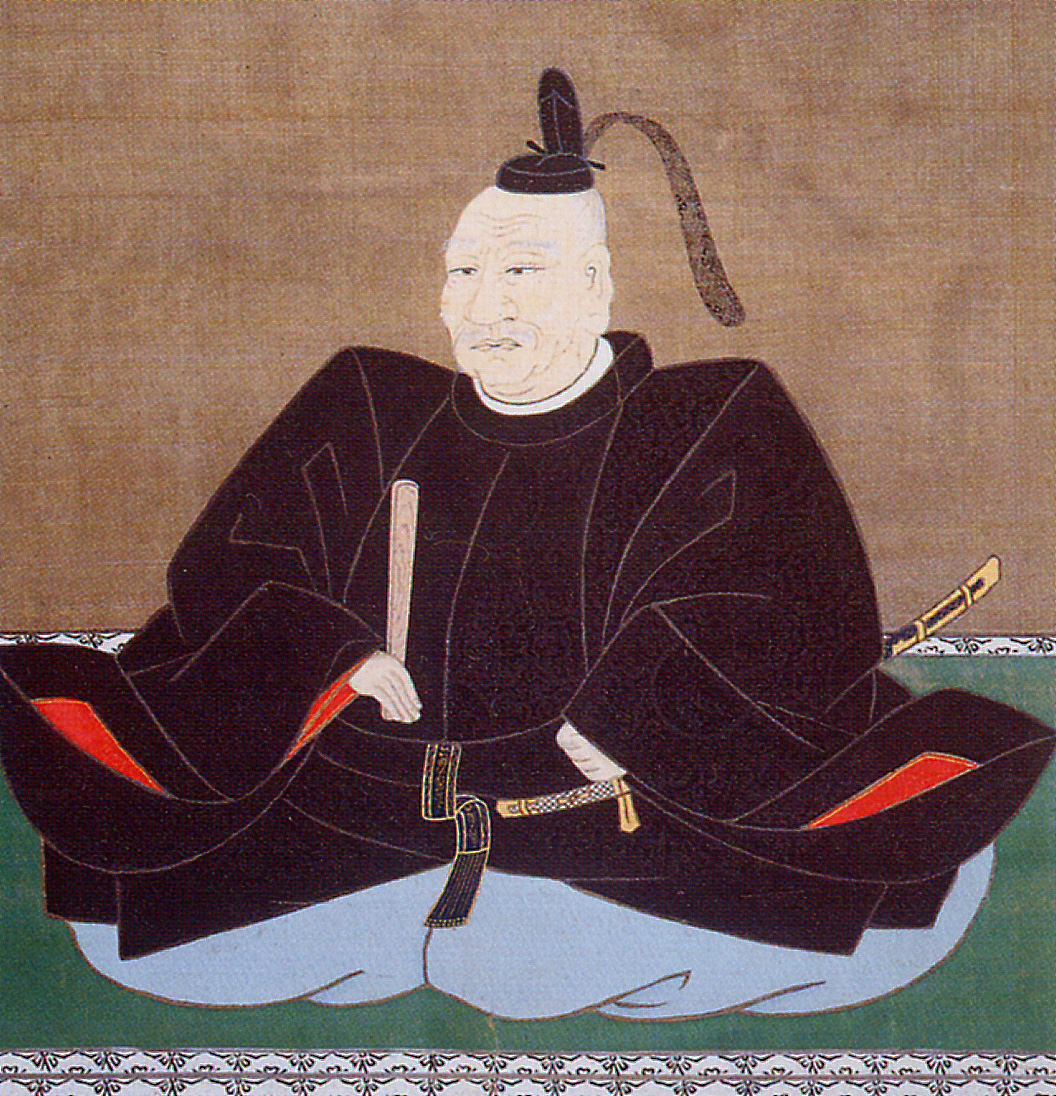
Тодо Такатора (1556—1630), даймё Имабари-хана (1600—1608) и Цу-хана (1608—1630)

Клан Тодо происходил из района Инуками в провинции Оми. В период Эдо клан Тодо управлял большей частью провинции Исэ и всей провинцией Ига в качестве даймё Цу-хана с доходом 320 000 коку риса.
Клан получил известность при Тодо Такаторе (1556—1630), одном из военачальников Тоётоми Хидэёси и Токугава Иэясу, а также строителе многочисленных японских замков. Во время корейской войны командовал частью японского флота. В 1594 году он получил во владение домен Осу в провинции Иё с доходом 80 000 коку. В 1600 году после битвы при Сэкигахара Тодо Такатора получил во владение от Токугава Иэясу домен Имабари-хан в провинции Иё с доходом 200 000 коку. В 1608 году он был переведен в Цу-хан в провинции Исэ с доходом 323 000 коку. Его потомки управляли княжеством Цу вплоть до Реставрации Мэйдзи.
Во время периода Бакумацу Тодо Такаюки, даймё Цу-хана (1825—1871) в 1868 году перешел на сторону коалиции Сацума-Тёсю (Союз Саттё), что привело к победе коалиции над армией сёгуната в битве при Тоба-Фусими. Позднее глава клана Тодо был награждён титулов графа (伯爵, хакусяку) в новой японской аристократической системе (кадзоку).
Младшая ветвь клана Тодо правила в домене Хисаи-хан в провинции Исэ с доходом 53 000 коку. В период Мэйдзи глава этой линии клана был удостоен титула виконта (子爵, сисяку). Другая младшая линия клана, не имевшая титула даймё, управляла Набари-ханом в провинции Ига с доходом 15 000 коку. В период Мэйдзи главе этой ветви клана Тодо получил титул барона (男爵, дансяку) в новой аристократической системе — кадзоку.